# آندرش لیندروت
آندرش لیندروت (سوئدی: Anders Linderoth؛ زادهٔ ۲۱ مارس ۱۹۵۰) بازیکن سابق و مربی فوتبال اهل سوئد است.
از باشگاه‌هایی که در آن بازی کرده‌است می‌توان به باشگاه فوتبال المپیک مارسی، باشگاه فوتبال هلسینگبورگس، باشگاه فوتبال اوسترش، استاتینا آی اف، و باشگاه فوتبال میالبی اشاره کرد.
وی همچنین در تیم ملی فوتبال سوئد بازی کرده‌است.